# Amplinus mammatus
Amplinus mammatus är en mångfotingart som beskrevs av Carl Graf Attems 1931. Amplinus mammatus ingår i släktet Amplinus och familjen Aphelidesmidae. Inga underarter finns listade i Catalogue of Life.